# Adam Muto
Adam Muto (Seattle, 19 luglio 1980) è uno sceneggiatore e regista statunitense.
È noto soprattutto per il suo lavoro come produttore esecutivo e showrunner della serie animata Adventure Time.

## Carriera
Muto è stato un compagno di classe di Pendleton Ward, il creatore di Adventure Time, presso CalArts. Quando Ward iniziò a lavorare all'episodio pilota di Adventure Time per il programma televisivo Random! Cartoons di Frederator Studios, Muto lo aiutò a disegnare oggetti di scena. Alla fine, Muto ha continuato a lavorare alla serie televisiva, servendo come artista storyboard. Durante la prima stagione della serie ha collaborato insieme a Elizabeth Ito, mentre durante la seconda e la terza stagione della serie con Rebecca Sugar. Durante l'anno successivo, è stato promosso direttore creativo e, a metà della quinta stagione di Adventure Time, è stato promosso a produttore alla supervisione e poi co-produttore esecutivo. Dalla metà della quinta stagione fino alla conclusione della serie, è stato lo showrunner e il produttore esecutivo (dopo le dimissioni di Ward durante la produzione della quinta stagione).

## Filmografia

### Sceneggiatore
- Adventure Time – serie animata, 34 episodi (2010-2018)

### Regista
- Adventure Time – serie animata, 40 episodi (2011-2017)

## Premi e riconoscimenti
Primetime Emmy Awards
- 2011 - Nomination per il miglior corto animato per Adventure Time
- 2013 - Nomination per il miglior corto animato per Adventure Time
- 2014 - Nomination per il miglior corto animato per Adventure Time
- 2015 - Miglior corto animato per Adventure Time
- 2016 - Nomination per il miglior corto animato per Adventure Time
- 2017 - Miglior corto animato per Adventure Time
- 2018 - Nomination per il miglior corto animato per Adventure Time

Annie Awards
- 2016 - Nomination per la sceneggiatura in una produzione televisiva d'animazione per Adventure Time